# Streptocarpus levis
Streptocarpus levis är en tvåhjärtbladig växtart som beskrevs av Brian Laurence Burtt. Streptocarpus levis ingår i släktet Streptocarpus och familjen Gesneriaceae. Inga underarter finns listade i Catalogue of Life.